# گری بالا
گری بالا یک منطقهٔ مسکونی در ایران است که در بخش مرکزی شهرستان شهربابک واقع شده‌است. گری بالا ۷۷ نفر جمعیت دارد.